# Kacper Chodyna
Kacper Chodyna (Drawsko Pomorskie, Polonia, 24 de mayo de 1999) es un futbolista polaco que juega de centrocampista ofensivo en el Legia de Varsovia de la Ekstraklasa.

## Trayectoria
Después de pasar por las categorías inferiores del Ina Ińsko, del Światowid Łobez e incluso haber sido invitado a entrenar con los juveniles del A. C. Milan, Chodyna recaló en la cantera del Lech Poznań, donde pasó cuatro años en la academia del club antes de debutar profesionalmente con el equipo filial en la III Liga, en la victoria por 0-1 a domicilio contra el Pogoń Szczecin II. Durante la temporada 2016-17, registró 13 partidos y anotó un gol. Un año más tarde, fichó junto a su compañero Serafin Szota por el segundo equipo del Zagłębie Lubin, ayudando en el ascenso a la III Liga y apareciendo en más de 40 encuentros. En 2018 se marchó en condición de cedido al Bytovia Bytów de la I Liga hasta final de temporada, aunque no contó con mucho protagonismo en el club pomerano.
De vuelta en el voivodato de Baja Silesia, para la temporada 2019-20 fue inscrito con el primer equipo del Zagłębie Lubin, con el que debutó en la Ekstraklasa el 9 de febrero de 2020 en la derrota por 2-0 contra el Piast Gliwice. Al año siguiente fue nombrado mejor jugador joven del mes de noviembre. Asimismo, en las campañas posteriores se convirtió en un habitual en el once titular y durante la temporada 2023-24 marcó siete goles y dio diez asistencias en 31 partidos, siendo el segundo mejor anotador del equipo Miedziowi. El 12 de junio de 2024, el Legia de Varsovia anunció el fichaje de Chodyna por cuatro años, en un traspaso récord cifrado en 860 000 euros.
A nivel internacional, Kacper Chodyna ha sido convocado con la selección sub-16, sub-17, sub-18, sub-19 y sub-20 de Polonia entre 2014 y 2018.

## Palmarés

### Títulos nacionales
| Título               | Club              | País    | Año  |
| -------------------- | ----------------- | ------- | ---- |
| Copa de Polonia      | Legia de Varsovia | Polonia | 2025 |
| Supercopa de Polonia | Legia de Varsovia | Polonia | 2025 |